# 크리스토퍼 노윈스키

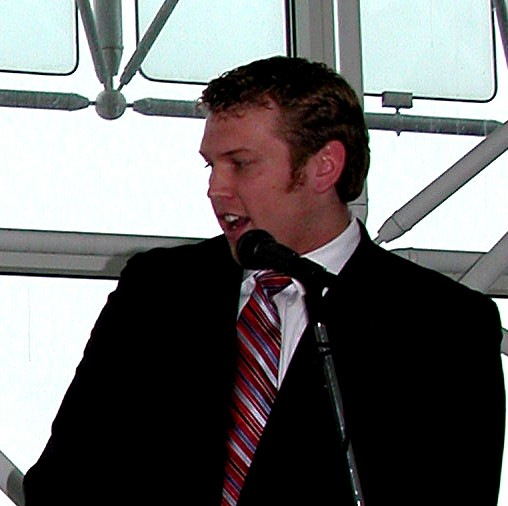
크리스토퍼 노윈스키

크리스토퍼 노윈스키(Christopher Nowinski, 본명: 트리스토퍼 존 노윈스키, 1978년 9월 24일 ~ )는 미국의 전 프로레슬링선수이다. 키는 196cm 몸무게는 122kg이다.

## 내력
하버드 대학교 출신으로 대학 시절에는 미식 축구부에서 활동하였다. 프로레슬링계 들어간 계기는 2001년 《터프이너프》이었다. 우승은 하지 못했지만, WWE와 소속 계약을 맺었으며, 2002년 WWE 데뷔하였다. 2003년 〈로열 럼블〉에서 심한 뇌진탕을 일으켜 프로레슬러로서 활동하는 것을 포기한다. 그러나 WWE 푸시가 컸던 캐릭터 때문인지 활동 중단 후에도 오랫동안 공식 사이트에 프로필이 게재되고 있었다. 프로레슬러 은퇴 후 WWE 직원으로 근무하고 "Smackdown Your Vote" 등을 맡고 있었다. 현역 은퇴 후, 노윈스키는 뇌진탕 전문 의사인 Robert Cantu 박사의 의료팀과 의료 컨설턴트 활동을 하고 있다. 크리스 벤와의 사망 사건에 대해 노윈스키는 뇌 병리 해부 결과 "벤와의 뇌 상태는 85세 정도의 알츠하이머 환자의 뇌와 매우 흡사했다."라는 결과가 밝혀냈다. 최근에는 이러한 활동을 담은 "Head Games"라는 저서도 저술하였다. 2009년 1월 WWE에서 노윈스키의 해고가 발표됐다. 현재는 의료팀에 합류하면서 연구와 공부를 계속하고있다. 또한 12명의 저명한 스포츠 선수가 뇌진탕 연구를 위해 노윈스키 연구팀 "SLI"에 사후 자신의 두뇌를 제공한다고 발표했다.